# Letsie III.
Letsie III. (19. červenec 1963, celým jménem David Mohato Bereng Seeiso) je současný král království Lesotho. Po svém otci jménem Moshoeshoe II. nastoupil, když byl v roce 1990 nucen odejít do exilu. Jeho otec byl krátce navrácen na trůn v roce 1995, ale brzy zemřel při autonehodě počátkem roku 1996 a Letsie se stal opět králem. Protože je konstituční panovník, je většina povinností krále Letsieho spíše ceremoniálního charakteru. V roce 2000 prohlásil HIV/AIDS v Lesothu za přírodní katastrofu, což vedlo k okamžité národní a mezinárodní reakci na epidemii.

## Biografie
Byl vzděláván na Ampleforth College ve Spojeném království. Odtud šel studovat na Národní univerzitu v Lesothu, kde promoval s bakalářským titulem v oboru práv. Poté pokračoval ve studiu na Bristolské univerzitě (Diplom z anglických právních studií, 1986), Wolfson College v Cambridge (Development Studies, 1989) a Wye College (Ekonomika zemědělství). Studium dokončil v roce 1989, kdy se vrátil do Lesotha.
Dne 16. prosince 1989 byl jmenován hlavním náčelníkem Maseru.
Jeho korunovace se konala dne 31. října 1997 na stadionu Setsoto. Jedním z hostů na ceremonii byl Charles, princ z Walesu.
Dne 1. prosince 2016 byl v Římě král Letsie III. jmenován nejnovějším velvyslancem FAO pro výživu generálním ředitelem organizace Josém Grazianem da Silvou.

## Manželství a děti
Král Letsie si v roce 2000 vzal Masenate Mohatu Seeisovou, se kterou má dvě dcery a jednoho syna:
- Princezna Mary Senate Mohato Seeiso, narozena 7. října 2001 v Maseru Private Hospital v Maseru.
- Princezna 'Maseeiso Mohato Seeiso, narozena 20. listopadu 2004 v Maseru.
- Princ Lerotholi David Mohato Bereng Seeiso, narozen 18. dubna 2007 v Maseru.

## Patronáty
- Patron ceny prince Mohata (Khau ea Khosana Mohato).

## Vyznamenání

### Národní
- Lesotho: Velmistr Nejdůstojnějšího řádu Moshoeshoe.[6]
- Lesotho: Velmistr nejzdvořilejšího řádu Lesotha.[6]
- Lesotho: Velmistr nejzaslouženějšího řádu Mohlomiho.[6]
- Lesotho: Velmistr nejvěrnějšího řádu Ramatseatane.[6]
- Lesotho: Medaile za vynikající služby.[6]

### Zahraniční
- Itálie:
  - Dynastie Bourbon-Obojí Sicílie: Konstantinův řád sv. Jiří (8. října 2013).[7]

## Členové královské rodiny v Lesothu
- Král a královna
  - Princezna Senat
  - Princezna 'Maseeiso
  - Princ Lerotholi
- Princ Seeiso a princezna 'Mabereng
  - Princ Bereng
  - Princezna Masentle
  - Princ Masupha